# 岐阜市立草潤中学校
岐阜市立草潤中学校（ぎふしりつ そうじゅんちゅうがっこう）は、岐阜県岐阜市にある公立中学校。学びの多様化学校（いわゆる不登校特例校）に指定されている。

## 概要
- 当校は、中部地方では初となる公立の不登校特例校として開校。
- 校舎は2017年（平成29年）3月31日に閉校した徹明小学校の校舎を使用する[2][3]。

## 特色
- 年間の授業時間は770時間（一般の中学校の授業時間は1015時間）。
- 音楽、美術、技術家庭科の中から好きな教科を選択。
- 校則、制服、校歌、給食は無い。
- 担任は5月に生徒の希望で決める。
- 家庭で学習し、週に数日の登校も可能。
- 授業カリキュラムは個別に編成する。
- ICT（情報通信技術）を活用した個人にあった授業。
- 地域ボランティアや民間企業の協力による体験学習。
- 一般的な中学校と同様、高校受験は可能。
- 通学区域は岐阜市内全域である。また、生徒は岐阜市内在住が条件であり、住民票上だけの岐阜市民は不可である。
- 2023年（令和5年）からは岐阜市内の中学校（岐阜清流中学校、三輪中学校、境川中学校、長森中学校、梅林中学校）に草潤中学校の分教室ともいえる「校内フリースペース」が設置されている。

## 沿革
- 2020年（令和2年）10月31日 - 学校説明会開催[4]。
- 2021年（令和3年）
  - 4月1日 - 開校[4]。
  - 4月7日 - 開校式と第1回入学式挙行[5]。
- 2022年（令和4年）3月7日 - 第1回（第1期）卒業証書授与式挙行[6]。

## 周辺
- 金岡公園 - 岐阜市道を挟んで隣接
- 岐阜県道54号岐阜停車場線
- 金神社
- 金公園
- 国道157号